# Peyton Miller
Peyton John Miller (ur. 8 listopada 2007 w Farmington) – amerykański piłkarz występujący na pozycji lewego obrońcy lub lewego pomocnika, od 2024 roku zawodnik New England Revolution.